# Брже
Брже (енгл. Faster) амерички је акциони трилер из 2010. године. Филм је режирао Џорџ Тилман Млађи, а главне улоге тумаче Двејн Џонсон и Били Боб Торнтон.

## Радња
Филм говори о пљачки двојице браће које неко из њихове екипе ода другој банди која им узима новац и убија једног од браће, док други завршава у затвору. Након одслужене казна од 10 година затвора, Џејмс Кален (Двејн Џонсон) решава да освети свог брата и убија једног по једног члана банде који су им украли новац.